# Хатлони, Салим
Салим Хатлони́ (тадж. Салими Хатлонӣ; род. 12 марта 1960 года, село Шугнаншахр, Ленинградский район, Таджикская ССР) — таджикский поэт, учёный-переводчик, дипломат. Член Союза писателей СССР (с 1990).

## Биография
Салим Хатлони родился 12 марта 1960 года в Ленинградском районе в семье рабочего.
В 1979 году окончил Кулябское педагогическое училище и некоторое время работал учителем школы № 2 Ленинградского района.
В 1980—1982 гг. служил в рядах Советской Армии и по завершении службы был принят на работу в редакцию Кулябской областной газеты «Рохи Ленини» (Путь Ленина). В 1984 поступил в отделение художественного перевода Литературного института имени А. М. Горького Москвы и окончил его в 1989 году.
Защитил дипломную работу по переводу поэзии известного русского поэта Фёдора Тютчева и поэта советской эпохи Николая Рубцова. С 1989 по 1999 работал в качестве редактора Совета по переводу художественной литературы при Совете Министров Республики Таджикистан, главного редактора Министерства печати и информации, советника Министра печати и информации и позже заместителем председателя Управления по международным связям Министерства культуры Республики Таджикистан. С 1999 по 2007 гг. был ответственным работником секретариата Маджлиси Оли (Парламент) Республики Таджикистан.
С 2007 года перешёл на дипломатическую работу. С 2007 по 2010 работал атташе, пресс-секретарем посольства Республики Таджикистан в Российской Федерации. С 2010 г. по 2013 г. работал вторым секретарем Управления информации Министерства иностранных дел РТ и одновременно являлся председателем республиканского информационного центра «Иттилоот ва муошират» (Информация и общение). С 2013 г. по 2016 г. работал первым секретарём Посольства Республики Таджикистан в Республике Азербайджан. С 2016 г. по апрель 2018 г. работал заместителем начальника Управления информации, прессы, анализа и внешнеполитического планирования Министерства иностранных дел Республики Таджикистан и с апреля 2018 г. по настоящее время является Советником Посольства Республики Таджикистан в Республике Беларусь.
В разные годы, работая в разных должностях госслужбы, одновременно работал в качестве профессора кафедры истории таджикской литературы на факультетах восточных языков и таджикской филологии государственного института языков Таджикистана им. Сотима Улугзаде.
С 1990 являлся членом Союза писателей СССР.

## Семья
Женат. Имеет 4 детей.

## Переводческая деятельность
Салим Хатлони одновременно занимается переводом художественной литературы. В его переводы вошли стихи Фёдора Тютчева, Николая Рубцова, Расула Гамзатова, Джамшеда Пиримова, отдельные поэтические сборники корейской поэтессы Ким Ёчо, японской поэтессы Мисудзу Конэко, сборник повестей и рассказов туркменского писателя Отаджона Тагана, анталогия детских рассказов белорусских авторов и других поэтов и писателей.

## Научная деятельность
В 2004 г. защитил кандидатскую диссертацию на тему «Образ „Най“-а (флейты) в творчестве Джалолуддина Руми» и в 2009 г. защитил докторскую диссертацию на тему «Проблемы поэтических образов в творчестве Джалолуддина Руми». Доктор филологических наук.
Издавал свои научные произведения под названиями «Бенавое дар навои най» (о жизни и творчестве Джалолуддина Руми), «Аташсипори тариқат ва майгусори ҳақиқат» (о стили творчества Хофиза Шерози),  «Ишқ мегӯяд…» (литературные мышления вокруг слова «Любви») в классической суфийско-просветительской литературе.

## Научные публикации
По этой теме также издавались отдельные книги под названиям «Най дар тасаввури Мавлоно», Душанбе, «Матбуот»-2003, «Тасвири най дар эҷодиёти Ҷалолуддини Румӣ», Душанбе, «Ирфон»-2005, «Инъикоси болопазирии руҳ ва таҷаллии нур дар ойинаи таҷаммул», Душанбе, «Ҳумо»-2007, «Ишқ сарманшаъи такомули инсон ва воситаи иртиботи он бо Офаридгор», Душанбе, «Эҷод»-2007, «Рамзофаринӣ ва таҷассуми симои тамсилӣ дар осори Мавлоно», Душанбе, «Эҷод»-2008, «Тасвирофаринӣ дар осори Ҷалолиддини Румӣ», Душанбе, «Эҷод»-2009 и многие его публикации в республиканских и других изданиях.
Также неоднократно участвовал с выступлениями на международных симпозиумах и конференциях в Тегеране, Стамбуле, Коня, Москве, Париже и т. д.

## Награды
В 1992 году после издания второго своего сборника стихов — «Сапедасори булур» (Озаренье хрусталя) был удостоен премии Союза молодежи Республики Таджикистан.
В 1999 году приказом Президента Республики Таджикистан был награждён орденом «Шараф» (Славы).